# Дачне (зупинний пункт)
Да́чне — пасажирський залізничний зупинний пункт Ужгородської дирекції Львівської залізниці.
Розташований поблизу присадибних ділянок неподалік Чопа, Ужгородський район Закарпатської області на лінії Самбір — Чоп між станціями Струмківка (5 км) та Чоп (4 км).
Станом на серпень 2019 року щодня п'ять пар електропотягів прямують за напрямком Сянки — Мукачево.